# 影山正治
影山 正治（かげやま まさはる、1910年〈明治43年〉6月12日 - 1979年〈昭和54年〉5月25日）は、日本の右翼活動家、思想家、歌人。
愛知県豊橋市生まれ。家は神官。父は影山庄平。豊橋中（現在の愛知県立時習館高等学校）卒、國學院大學哲学科中退、在学時代から右翼運動に入り、1931年（昭和6年）全国大日本主義同盟、日本学生連合に参加、32年生産党常任中央委員、33年神兵隊事件で検挙。36年に維新寮を結成、39年これを大東塾と改め塾長となった。40年7月皇民有志決起事件で検挙、42年禁錮5年の判決を受けたが、43年には特赦となった。44年11月応召。1946年5月帰国。54年4月3日大東塾再建。保田與重郎に親炙し日本浪曼派の影響のもと民族派としての右翼活動、論評、作歌を続けた。歌道や記紀に関して著書多数。55年（昭和30年）青梅に農場をつくって入植。昭和54年5月25日大東農場で自決した。
影山は戦前日本歴史、神道、古典から日本主義、愛国運動を説き、皇室を中心とした昭和皇道維新を目指して活動した。クーデターによる国家改造と同時に日本文化主義同盟や新国学協会などをつくり、日本主義的文化運動にも熱心だった。戦後は大東塾のかたわら不二歌道会をつくった他、青梅に農場をつくり、ここに大東神社をつくった。戦前のような武力活動はみられないが、60年安保はじめ皇室への暴力的危機が予想される時にはひそかに武力による対抗を準備した。
また皇居防衛部隊の設置要求、「紀元節」の復活、元号法制化の要求など天皇と関りのある問題にはつねに熱心な運動を展開し、また終始靖国神社の国営化を望んでいた。

## 来歴
1931年（昭和6年）國學院大學内に「日本主義芸術研究会」を設立し、同大学弁論部を中核とする青年組織「全国大日本主義同盟」を結成する。
1932年（昭和7年）大日本生産党に入党し、中央委員と大日本青年同盟中央委員に任命される。
1933年（昭和8年）斎藤実首相らの暗殺を計画し神兵隊事件に参加し下獄する。その当時の獄中吟を編纂し、歌集『悲願集』（1936年（昭和11年）奥戸足百との共著）を出版する。同歌集が保田與重郎に評価されたため、日本浪曼派に接近する。
1936年（昭和11年）維新寮を開設して同人代表となる。1937年（昭和12年）日本主義文化同盟を結成し、機関誌『怒涛』を創刊する。創刊号には倉田百三、林房雄、中河与一らが寄稿している。1939年（昭和14年）維新寮を「大東塾」と改称し、塾長に就任する。顧問として倉田百三を迎えた。
1940年（昭和15年）米内光政首相らの暗殺を計画し皇民有志決起事件（七・五事件）を首謀。禁固5年の実刑判決を受ける。しかし「再生不能性貧血症」のため一時危篤状態に陥り、翌1941年（昭和16年）刑の執行が免除された。
1944年（昭和19年）11月に応召して中国大陸に出征し、華北で終戦を迎える。影山の父・庄平は1945年8月25日に代々木練兵場にて大東塾生13名と共に割腹自殺を遂げたが、影山がこれを知るのは帰国後の事であった。
終戦後、大東塾の解散を命じられる。1946年（昭和21年）不二出版社を設立し、1949年（昭和24年）不二出版社を「不二歌道会」と改称。この間に公職追放を受ける。追放解除後の1954年（昭和29年）大東塾再建を宣言し、1956年（昭和31年）東京都青梅市の大東農場に移住した。
1979年（昭和54年）5月25日、最後の活動として元号法制化を訴え大東農場にて割腹の後、散弾銃により自決。68歳没。影山はその際に「一死似て元号法制化の実現を熱祷しまつる」と書かれた遺書を残していた。自決から12日後の6月6日、元号法は可決された。
影山を、赤尾敏は「純粋性を保持した日本主義者」と評している。

## 自決
1979年（昭和54年）5月25日午前4時半ごろ、東京青梅市の大東農場近くの大東神社で大東塾塾長影山正治(68)が散弾銃で胸を撃って自決した。検死によると刃渡り30センチの刃物で下腹部を割腹し、とどめに散弾銃を使っていた。色紙が3枚あり、その一つには「一死をもつて元号法制化の実現を熱禱しまつる」とあった。自決の5月25日は楠木正成が延元元年(1336年）湊川で戦死した日。元号法制化実現に力を入れていたが、元号法制化の実現はこの時すでにはっきりしており（1979年6月6日参院で可決成立）、自決の理由は元号法制化だけではないとみられる。大東塾は敗戦の1945年8月25日、塾長代行の父庄平ら14人が集団自決をしており、この時出征していた影山は「死に遅れた」と思っていたと想像される。戦後、塾を復活させ、勤皇村、神社も完成させ（1979年4月）、悲願を達成したことで死期が来たと考えたとみられる。

## 著書
- 『皇道満支建設私案 附・現地通信その他』大日本生産党本部 1938
- 『歌集国の子』大東塾 1939
- 『松本奎堂 創作』大東塾 1940
- 『古事記要講』大道塾 1941
- 『大西郷の精神』道統社 1941
- 『維新者の信条』大東塾出版部 1942
- 『志士詩文集』小學館 1942
- 『歌道維新論』育英書院 1943
- 『天忠組の道』大東塾出版部 1944
- 『歌集民草の祈り』不二出版社 1946
- 『涙痕抄 自選歌集』不二出版社 1948
- 『千里行脚の記』不二歌道会 1953
- 『万葉集精講』第1冊 不二歌道会 1955
- 『千里行脚歌集』大東塾出版部 1957
- 『一つの戦史』大東塾出版部 1957
- 『民族派の文学運動』大東塾出版部 1965
- 『日本建国の精神』大東塾出版部 1967
- 『明治の尊攘派』大東塾出版部 1967
- 『日本民族派の運動 民族派文学の系譜』光風社書店 1969
- 『神話に学ぶ』大東塾出版部 1971
- 『沖縄の光と影』大東塾出版部 維新叢書 1972
- 『台湾の光と影』大東塾出版部 維新叢書 1973
- 『尾崎士郎と僕たち』大東塾出版部 1974
- 『占領下の民族派 弾圧と超克の証言』日本教文社 1979
- 『日本と共に 続影山正治歌集』大東塾出版部 1982
- 『転向-日本への回帰 日本共産党解党派の主張』浅野晃対談 暁書房 1983
- 『歌道入門』大東塾出版部 1984
- 『求道語録』大東塾出版部 1984
- 『天皇論への示唆』大東塾出版部 維新叢書 1984
- 『一すぢの道 歌集』大東塾出版部 1984
- 『老兵始末記』大東塾出版部 1984
- 『影山正治全集』全32巻 影山正治全集刊行会 1989-95
- 『古事記精講』影山正治全集刊行會 1999